# Fort Qihou
Fort Qihou lub Bateria Qihou (chiń. trad. 旗後砲台; pinyin Qíhou pàotái) – fort artyleryjski z końca XIX w. strzegący północnego wejścia do portu w Gaoxiongu. Znajduje się w dzielnicy Qijin.

## Historia
Pierwotne umocnienia zbudowano w 1720 r. za panowania cesarza Kangxi. Po japońskiej interwencji na Tajwanie w 1874 r. zbudowano nowoczesny fort artyleryjski, w 1880 wyposażono go w nowe działa Armstronga. Podczas wojny chińsko-francuskiej nie odegrał żadnej roli, bo działania toczyły się wokół Keelungu na północy wyspy (okręty adm. Courbeta prowadziły daleką blokadę portu).
Po wojnie chińsko japońskiej, na mocy Traktatu z Shimonoseki Tajwan został przekazany Japonii. Oddziały chińskie na wyspie stawiały jednak opór japońskiej inwazji. 12 października 1895, pod Gaoxiong podeszła eskadra adm. Arichi Shinanojō, w składzie: krążowniki pancernopokładowe „Yoshino”, „Naniwa”, „Akitsushima” i „Saien” (ex chiński „Jiyuan” zdobyty w Weihaiwei), małego krążownika „Yaeyama” i korweta pancerna „Hiei” i dwa transportowce. Japończycy ostrzegli, że następnego dnia rozpoczną działania, dając cudzoziemcom czas na ewakuację, co ci uczynili na pokładzie kanonierki HMS „Tweed”. Zgodnie z zapowiedzią, rankiem 13 października, krążowniki otworzyły ogień i po pół godzinie uciszyły chińskie baterie, które oddały łącznie 24 strzały (najcelniejszy pocisk wylądował ok. 450 m od japońskich okrętów). Forty zostały opanowane wczesnym popołudniem bez strat japońskich (zginęło 4 chińskich żołnierzy).
Za panowania japońskiego fort nie był wykorzystywany.
Po II wojnie światowej wzgórze Qihou zostało umocnione przez armię kuomintangowską (zachowały się gniazda karabinów maszynowych i stanowiska lekkiej artylerii wykute w skałach wzgórza).

## Konstrukcja

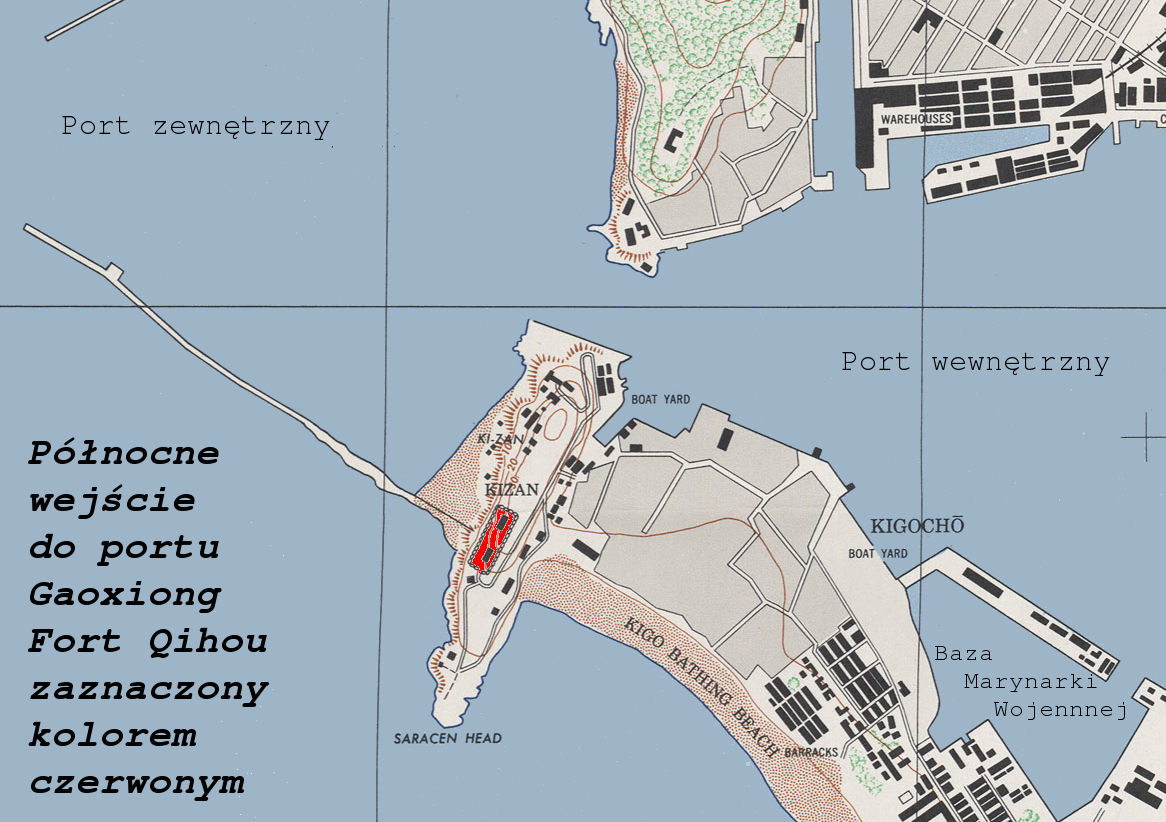
Położenie fortu Qihou

Fort leży na wzgórzu Qihou, górującym bezpośrednio nad północnym wejściem do portu Gaoxiong, na wyspie Qijin stanowiącej naturalny falochron portu, niedaleko latarni morskiej.
Fort został zbudowany według planu brytyjskiego inżyniera, H.W. Harwooda i składa się z trzech części:

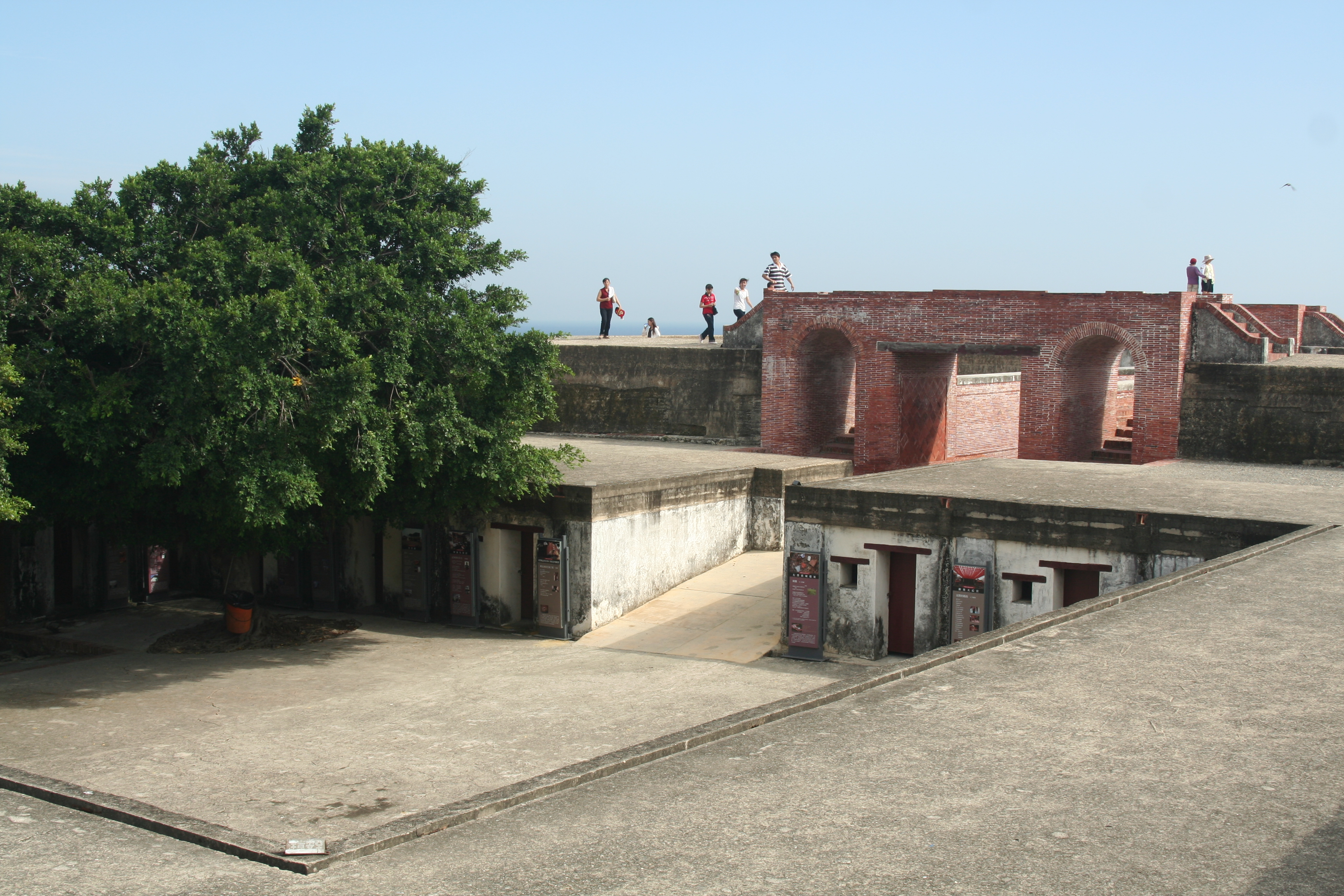
Koszary i brama do baterii artyleryjskiej

- warownych koszarów, wokół kwadratowego placu broni; na dachu koszar jest parapet do obrony bliskiej. Z placu, przelotnia prowadzi do baterii, a brama wyjściowa na południe. Nad południową bramą znajdował się napis „Potężna obrona południa” (威震天南) – słowa „potężna obrona” (威震) zostały odstrzelone pociskiem japońskim z krążownika „Yoshino”; niekompletny napis jest ironiczną pamiątką historii;
- centralnego stanowiska dowodzenia;

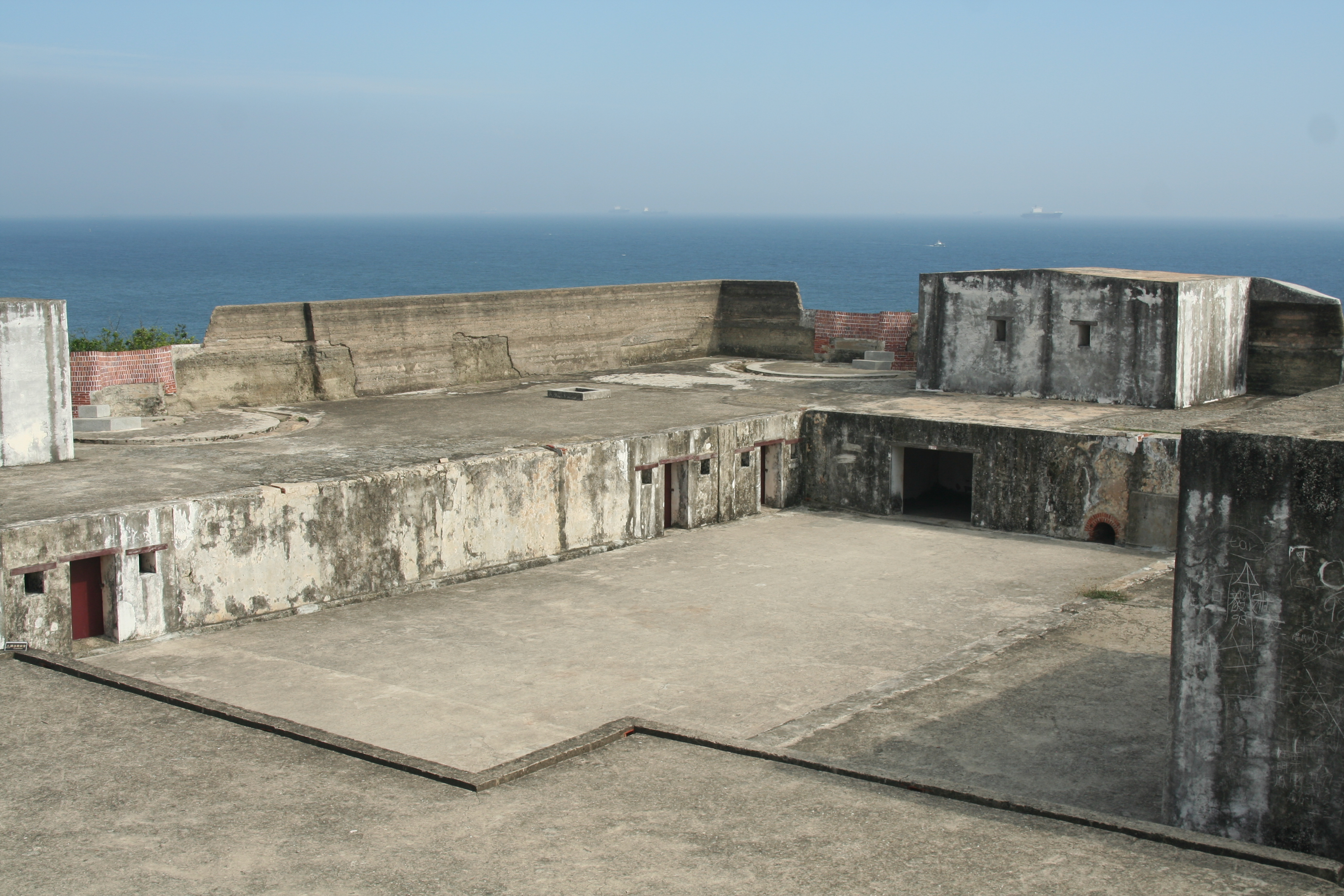
Bateria artyleryjska, widoczne stanowiska dział, w tle Cieśnina Tajwańska

- czworokątnej baterii artyleryjskiej, z czterema odkrytymi stanowiskami dla dział (dwa zwrócone na zachód i po jednym na północ i południe). Uzbrojenie stanowiły cztery gwintowane działa odprzodowe Armstronga, kalibru 7 cali (RML 7-inch 6½-ton). Obok stanowisk znajdują się schrony pogotowia w poprzecznicach. Dolny poziom zajmują schrony i składy amunicyjne. Dodatkowa, zachodnia brama jest obecnie głównym wejściem.

Podnóże wzgórza było także umocnione, ale zachowały się jedynie fundamenty fortyfikacji.